# Schemat wnioskowania
Schemat wnioskowania, schemat inferencyjny – układ wyrażeń powstający z wnioskowania przez zastąpienie w nim przesłanek i wniosku zmiennymi zdaniowymi. Schemat wnioskowania można zdefiniować ściślej jako parę uporządkowaną o postaci <X, B>, gdzie X jest dowolnym niepustym i skończonym zbiorem formuł zdaniowych, a B formułą zdaniową. Elementy zbioru X nazywamy schematami przesłanek, a formułę zdaniową B schematem wniosku.
Każdy schemat wnioskowania jest więc parą o postaci <{A1, A2, ..., Ak}, B>. W praktyce schematy wnioskowania zapisuje się w postaci
| A1  |
| A2  |
| ... |
| Ak  |
|     |
| B   |
lub
| A1, A2, ..., Ak |
|                 |
| B               |

## Główne rodzaje schematów wnioskowań
Schematy wnioskowania dzielą się na grupy odpowiadające rodzajom wnioskowań - np. schematy wnioskowania dedukcyjnego, schematy wnioskowania indukcyjnego. 
Niezawodny schemat wnioskowania to taki schemat wnioskowania, że każdy układ wartości zmiennych spełniający każdą jego przesłankę spełnia także jego wniosek - czyli taki schemat wnioskowania, w którym od prawdziwych przesłanek dojść można wyłącznie do prawdziwego wniosku.
Schemat wnioskowania, w którym nie występują żadne inne stałe niż stałe logiczne, to formalny schemat wnioskowania.

## Schematy wnioskowania a twierdzenia logiczne
Schemat wnioskowania jest układem kilku odrębnych zdań, podczas gdy twierdzenia logiczne jest jednym zdaniem utworzonym ze zdań prostszych przy pomocy spójników. Schemat wnioskowania można przekształcić w twierdzenie logiczne łącząc przesłanki ze sobą spójnikiem koniunkcji, a przesłanki z wnioskiem spójnikiem implikacji.
Jedynie niezawodne schematy wnioskowania przekształcić można w tautologie.

## Schematy wnioskowania a reguły wnioskowania
Schemat wnioskowania stosowane są jako sposoby zapisu reguł wnioskowania (reguł dedukcyjnych). Zapis nad kreską czyta się wtedy: "jeśli uznaje się za prawdziwe zdania o takiej a takiej budowie", zapis pod kreską czyta się wtedy: "to wolno uznać za prawdziwe zdania o takiej a takiej budowie".